# Sługocice (Będków)
Pour l’article homonyme, voir Sługocice (Tomaszów Mazowiecki).
Sługocice est une localité polonaise de la gmina de Będków, située dans le powiat de Tomaszów Mazowiecki en voïvodie de Łódź.